# Isao Taniguchi
Isao Taniguchi (japanisch 谷口 功 Taniguchi Isao; * 16. Februar 1991 in Osaka) ist ein ehemaliger japanischer Fußballspieler.

## Karriere
Taniguchi erlernte das Fußballspielen in der Schulmannschaft der Kagoshima Jitsugyo High School und der Universitätsmannschaft der Momoyama-Gakuin-Universität. Seinen ersten Vertrag unterschrieb er 2013 bei Giravanz Kitakyushu. Der Verein spielte in der zweithöchsten Liga des Landes, der J2 League. 2014 wechselte er zum Kagoshima United FC. Am Ende der Saison 2015 stieg der Verein in die J3 League auf. 2018 wurde er mit dem Verein Vizemeister der J3 League und stieg in die J2 League auf. Für den Verein absolvierte er 64 Ligaspiele. Ende 2019 beendete er seine Karriere als Fußballspieler.